# Wolfram Gehring
Wolfram Gehring (* 22. Januar 1928 in Köln) ist ein deutscher Organist.
Gehring studierte Kirchenmusik und Klavier an den Hochschulen in Köln und Detmold. Lange Jahre war er Organist an der Kartäuserkirche in Köln. Er unterrichtete in den 60er und 70er Jahren als Dozent an der Rheinische Musikschule in Köln. Er konzertierte in den meisten Ländern Europas und der UdSSR. Bekannt wurde Gehring durch seine Einspielung des Kreuzwegs von Marcel Dupré.  Einen besonderen Schwerpunkt bilden inzwischen seine Konzerte auf Digitalorgeln.

## Tondokumente
- Marcel Dupré: Kreuzweg
- Organ fantastic. Wolfram Gehring spielt auf der Allen-Orgel der St.-Matthias-Kirche Köln-Bayenthal. Verlag Heinz Melder, Köln 1998
- Virtuose Orgel. Wolfram Gehring an der grossen Orgel der St. Lucia Kirche zu Stolberg. Hänssler, 1980

## Schüler
- Albert Jürgen Grah